# Nhóm Poincaré

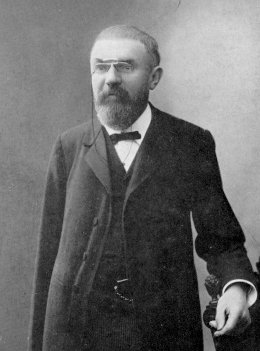
Henri Poincaré

Nhóm Poincaré, được đặt theo tên Henri Poincaré (1905), lần đầu tiên được Hermann Minkowski (1908) định nghĩa là nhóm đẳng cự của không gian Minkowski. Đây là một nhóm Lie không giao hoán mười chiều, có vai trò quan trọng như một mô hình trong việc hiểu các nguyên lý cơ bản nhất của vật lý.

## Tổng quát
Nhóm Poincaré bao gồm tất cả các phép biến đổi tọa độ của không gian Minkowski mà không làm thay đổi khoảng cách không-thời gian giữa các sự kiện. Ví dụ, nếu mọi thứ đều bị dời lại hai giờ, bao gồm cả hai sự kiện và con đường bạn đi từ sự kiện này đến sự kiện kia, thì khoảng thời gian giữa các sự kiện được ghi lại bởi đồng hồ bấm giờ mà bạn mang theo sẽ vẫn như cũ. Hoặc nếu mọi thứ được dời đi 5 km về phía tây, hoặc xoay 60 độ sang phải, bạn cũng sẽ không thấy sự thay đổi trong khoảng cách này. Hơn nữa, chiều dài thực của một vật cũng không bị ảnh hưởng bởi sự dịch chuyển như vậy.
Tổng cộng, có mười bậc tự do cho các phép biến đổi này. Chúng có thể được hiểu như sự tịnh tiến qua không gian hoặc thời gian (bốn bậc, mỗi chiều một bậc); phản chiếu qua một mặt phẳng (ba bậc, tùy thuộc vào hướng của mặt phẳng này); hoặc một "gia tốc" (boost) theo bất kỳ hướng nào trong ba hướng không gian (ba bậc). Phép hợp của các biến đổi là phép toán trong nhóm Poincaré, trong đó các phép quay được tạo ra từ sự kết hợp của một số chẵn các phép phản chiếu.
Trong vật lý cổ điển, nhóm Galile là một nhóm mười tham số tương đương, tác động lên không gian và thời gian tuyệt đối. Thay vì "gia tốc", nó có các phép biến đổi kiểu shear (làm thay đổi hình dạng) để liên hệ các hệ quy chiếu đồng chuyển động.
Trong thuyết tương đối tổng quát, tức là dưới ảnh hưởng của lực hấp dẫn, đối xứng Poincaré chỉ áp dụng cục bộ.

## Đối xứng Poincaré
Đối xứng Poincaré là đối xứng đầy đủ của thuyết tương đối hẹp. Nó bao gồm:
- Tịnh tiến (dịch chuyển) trong thời gian và không gian, tạo thành nhóm Lie giao hoán của các phép tịnh tiến không-thời gian (P).
- Phép quay trong không gian, tạo thành nhóm Lie không giao hoán của các phép quay ba chiều (J).
- Gia tốc (boosts), các phép biến đổi liên kết hai vật thể chuyển động đều (K).

Hai đối xứng cuối cùng, J và K, cùng tạo thành nhóm biến đổi Lorentz (xem thêm bất biến Lorentz); tích bán trực tiếp giữa nhóm tịnh tiến không-thời gian và nhóm Lorentz tạo thành nhóm Poincaré. Các đối tượng bất biến dưới nhóm này được cho là có bất biến Poincaré hoặc bất biến tương đối tính.
10 trình sinh (generators) trong không-thời gian bốn chiều liên quan đến đối xứng Poincaré, theo định lý Noether, dẫn đến 10 định luật bảo toàn:
- 1 cho năng lượng – liên quan đến tịnh tiến qua thời gian.
- 3 cho động lượng – liên quan đến tịnh tiến qua các chiều không gian.
- 3 cho mômen động lượng – liên quan đến các phép quay giữa các chiều không gian.
- 3 cho một đại lượng liên quan đến vận tốc của tâm khối – liên quan đến các phép quay hyperbolic giữa từng chiều không gian và thời gian.